# Tom January
Thomas Thurston January, detto Tom (St. Louis, 8 gennaio 1886 – St. Louis, 25 gennaio 1957), è stato un calciatore statunitense.
Nel 1904 fece parte della squadra del Christian Brothers College che conquistò la medaglia d'argento nel torneo di calcio dei Giochi della III Olimpiade.
Anche i suoi fratelli Charles e John facevano parte del Christian Brothers College.